# Entodesma elongatulum
Entodesma elongatulum is een tweekleppigensoort uit de familie van de Lyonsiidae. De wetenschappelijke naam van de soort is voor het eerst geldig gepubliceerd in 1957 door Soot-Ryen.